# 신체적 매력
신체적 매력 또는 육체적 매력(physical attractiveness)은 개인의 신체적 특징이 미학적으로 만족스럽거나 아름답다고 간주되는 정도이다. 이 용어는 종종 성적 매력을 의미하지만 둘 중 하나와도 구별될 수도 있다. 한 사람이 다른 사람에게 매력을 느끼는 데에는 많은 요소가 영향을 미치며, 신체적 측면도 그 중 하나이다. 육체적 매력 자체에는 얼굴 대칭, 사회 문화적 종속적 특성, 특정 개인에게 고유한 개인적 선호 등 모든 인간 문화에 공통된 보편적인 인식이 포함된다.
많은 경우, 인간은 무의식적으로 지능, 정직과 같은 긍정적인 특성을 육체적으로 매력적인 사람에게 부여하는데, 이는 후광 효과라고 불리는 심리적 현상이다. 미국과 영국에서 실시된 연구에 따르면 신체적 매력과 지능에 대한 객관적인 측정은 긍정적인 상관관계가 있으며, 두 특성 사이의 연관성은 여성보다 남성에게서 더 강한 것으로 나타났다. 진화심리학자들은 신체적으로 더 매력적인 개인이 평균적으로 더 지능적이어야 하는 이유에 대해 답하려고 노력해 왔으며, 일반 지능과 신체적 매력이 모두 근본적인 유전적 적합성의 지표일 수 있다는 개념을 제시했다. 사람의 신체적 특성은 다산 및 건강에 대한 신호를 보낼 수 있으며, 통계 모델링 연구에서는 체지방 및 혈압을 비롯한 생리적 건강 측면을 반영하는 얼굴 모양 변수가 관찰자의 건강 인식에도 영향을 미치는 것으로 나타났다. 이러한 요소에 주의를 기울이면 번식 성공률이 높아지고 인구 집단에서 자신의 유전자 표현이 더욱 향상된다.
이성애자 남성은 젊어 보이는 외모와 대칭적인 얼굴, 풍만한 가슴, 도톰한 입술, 낮은 허리-엉덩이 비율 등의 특징을 보이는 여성에게 매력을 느끼는 경향이 있다. 이성애 여성은 자신보다 키가 크고 높은 수준의 얼굴 대칭, 남성적인 얼굴 이형성, 상체의 힘, 넓은 어깨, 상대적으로 좁은 허리, V자형 몸통을 나타내는 남성에게 매력을 느끼는 경향이 있다.

## 같이 보기
- 몸매
- 용모
- 성적 매력
- 성적 자본
- 성적 페티시즘
- 인류의 유생연장